# Shijiazhuang
Shijiazhuang (en chino, 石家庄; pinyin, Shíjiāzhuāng (escuchar)ⓘ) es la ciudad capital de la provincia de Hebei y la ciudad más grande al norte de la República Popular China, teniendo una población total de 10 616 200 habitantes (2014).

## Administración
La ciudad-prefectura de Shijiazhuang se divide en 23 localidades que se administran en 5 distritos urbanos, 6 ciudades suburbanas y 12 condados:
| Mapa                 | Mapa      | Mapa     | Mapa             | Mapa             | Mapa       | Mapa            |
| -------------------- | --------- | -------- | ---------------- | ---------------- | ---------- | --------------- |
|                      |           |          |                  |                  |            |                 |
| #                    | Nombre    | Hanzi    | Pinyin           | Población (2010) | Área (km²) | Densidad (/km²) |
| Distritos            |           |          |                  |                  |            |                 |
| 1                    | Chang'an  | 长安区   | Cháng'ān Qū      | 479,801          | 110        | 4,362           |
| 2                    | Qiaodong  | 桥东区   | Qiáodōng Qū      | 410,116          | 43         | 9,538           |
| 3                    | Qiaoxi    | 桥西区   | Qiáoxī Qū        | 596,164          | 53         | 11,248          |
| 4                    | Xinhua    | 新华区   | Xīnhuá Qū        | 625,119          | 92         | 6,795           |
| 5                    | Yuhua     | 裕华区   | Yùhuá Qū         | 493,730          | 101        | 4,888           |
| Ciudades municipales |           |          |                  |                  |            |                 |
| 6                    | Jingxing  | 井陉矿区 | Jǐngxíng Kuàngqū | 95,170           | 56         | 1,699           |
| 7                    | Xinji     | 辛集市   | Xīnjí Shì        | 615,919          | 951        | 648             |
| 8                    | Gaocheng  | 藁城市   | Gàochéng Shì     | 775,110          | 836        | 927             |
| 9                    | Jinzhou   | 晋州市   | Jìnzhōu Shì      | 537,679          | 619        | 868             |
| 10                   | Xinle     | 新乐市   | Xīnlè Shì        | 487,652          | 625        | 780             |
| 11                   | Luquan    | 鹿泉市   | Lùquán Shì       | 432,936          | 603        | 718             |
| Condados             |           |          |                  |                  |            |                 |
| 12                   | Jingxing  | 井陉县   | Jǐngxíng Xiàn    | 309,882          | 1,381      | 224             |
| 13                   | Zhengding | 正定县   | Zhèngdìng Xiàn   | 466,807          | 568        | 822             |
| 14                   | Luancheng | 栾城县   | Luánchéng Xiàn   | 328,933          | 347        | 948             |
| 15                   | Xingtang  | 行唐县   | Xíngtáng Xiàn    | 406,353          | 1,025      | 396             |
| 16                   | Lingshou  | 灵寿县   | Língshòu Xiàn    | 333,558          | 1,546      | 216             |
| 17                   | Gaoyi     | 高邑县   | Gāoyì Xiàn       | 186,478          | 222        | 840             |
| 18                   | Shenze    | 深泽县   | Shēnzé Xiàn      | 250,264          | 296        | 845             |
| 19                   | Zanhuang  | 赞皇县   | Zànhuáng Xiàn    | 244,799          | 1,210      | 202             |
| 20                   | Wuji      | 无极县   | Wújí Xiàn        | 502,662          | 524        | 959             |
| 21                   | Pingshan  | 平山县   | Píngshān Xiàn    | 433,429          | 2,951      | 147             |
| 22                   | Yuanshi   | 元氏县   | Yuánshì Xiàn     | 418,466          | 849        | 493             |
| 23                   | Zhao      | 赵县     | Zhào Xiàn        | 571,077          | 714        | 800             |

## Toponimia
El topónimo Shijiazhuang [/Shichiá-Zhuang/] apareció durante la dinastía Ming y se generalizó después de la construcción de la estación Shijiazhuang del ferrocarril Zhengtai en 1907.
Está conformado de los sinogramas Shi (石 piedra) Jia (家 familia) y Zhuang (庄 aldea), aunque esto da como resultado 'la aldea de la familia Shi/piedra', no hay consenso sobre la estructura y la etimología del nombre.
Una historia afirma que el emperador Wanli envió a 24 oficiales con sus familias a la zona, el grupo estableció dos aldeas formadas de 10 y 14 familias cada una, dado que los caracteres diez (十 shi) y piedra (石 shi) suenan igual, se especula que el nombre "aldea de 10 familias" (十家庄) evolucionó gradualmente hasta su ortografía actual.
Otra explicación es que el asentamiento recibió el nombre del funcionario de mayor rango entre los grupos, que se apellidaba Shi. Sin embargo, una división urbana llamada Shiyi (石邑 'ciudad de piedra') dentro de Shijiazhuang, ya estaba presente durante el período de los Reinos Combatientes, lo que sugiere que el nombre, o sus elementos, tienen orígenes más antiguos.
Nombres
Al principio, el asentamiento se conocía oficialmente solo como Shijia (石家), ya que el "zhuang" (庄 'aldea') se usaba únicamente para denotar la naturaleza del asentamiento al ser una aldea, en lugar de ser parte del nombre. Esto se evidenció aún más el 24 de junio de 1925, cuando el gobierno la promovió a ciudad con el nombre Ciudad Shijia (石家市). La "ciudad" se rebautizó el 29 de agosto de 1925 como Shimen (石门) cuando Shijia se fusionó con Xiumen (休门). Sin embargo, a pesar de haber cambiado de nombre, muchos documentos todavía se referían a la ciudad como "Shijiazhuang". Para evitar confusiones y asociaciones con el ejército japonés, el Partido Chino revirtió el nombre de la ciudad a Shijiazhuang el 26 de diciembre de 1947.Desde entonces, muchos términos relacionados con la ciudad se han derivado del sufijo "zhuang", incluido su apodo de "aldea internacional" (国际庄) y el gentilicio coloquial, "aldeanos" (庄里人).

## Historia

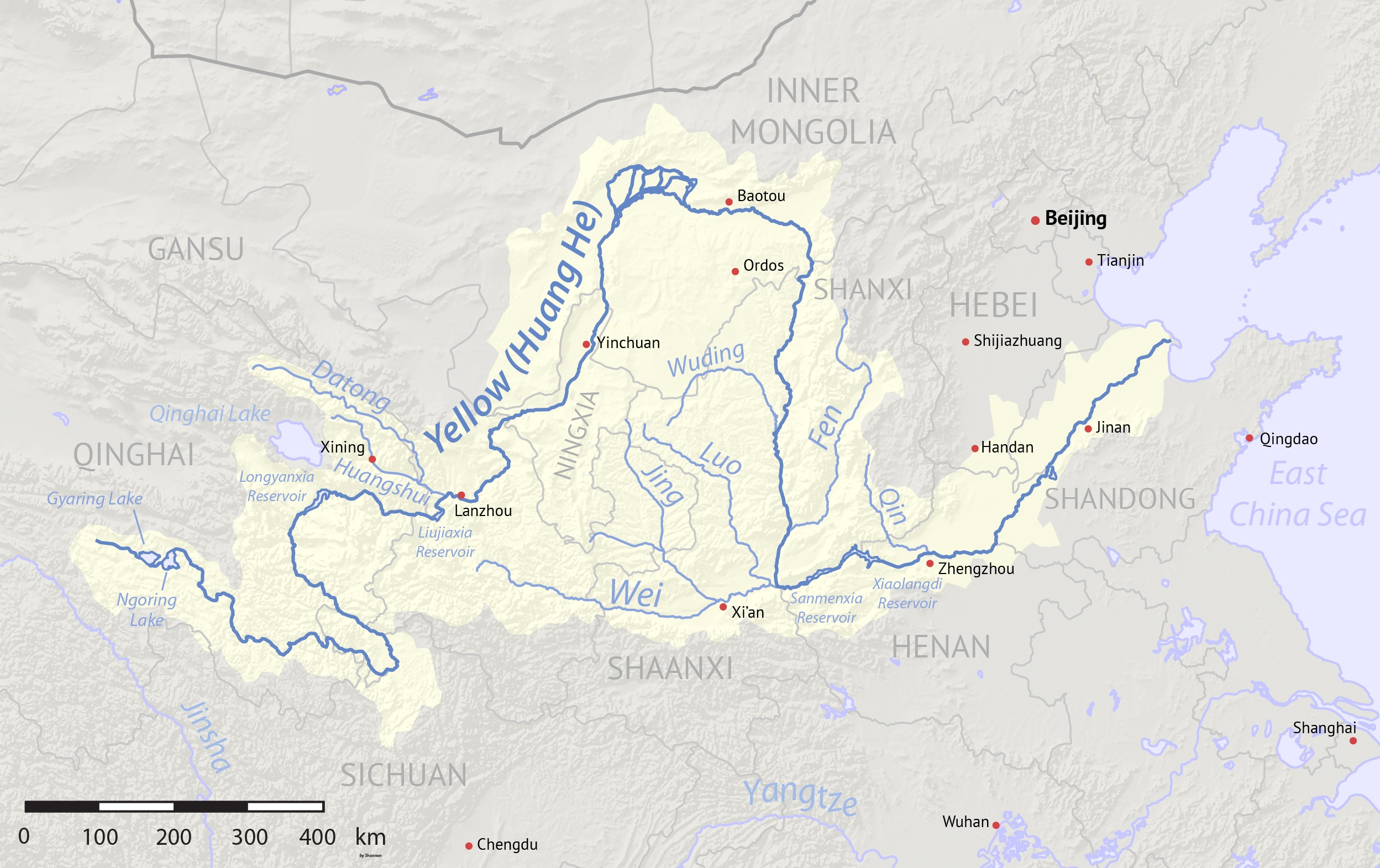
Mapa del río Amarillo (Huang He) en el que está a la derecha —entre el curso alto del río y Beijing— Shijiazhuang

La localidad data de los tiempos pre-Hanianos alrededor del año 206 a. C. donde se le conoció como Shiyi. Después pasó a estar bajo la jurisdicción de la dinastía Tang (siglos VII al X d. C.), siendo solamente una población con mercado ambulante local. Su crecimiento hasta ser una de las mayores ciudades de China comenzó en 1905, cuando la línea ferroviaria llegó a la zona, estimulando el comercio y la agricultura. Otras vías férreas y una extensa red de caminos la asentaron como un centro de comunicaciones.
Se desarrolló como una ciudad industrial con funciones administrativas al finalizar la Segunda Guerra Mundial. El 12 de noviembre de 1947, la ciudad fue capturada por las fuerzas comunistas y se le llamó Shimén (石門), posteriormente recobró el nombre de Shijiazhuang.
El 29 de enero de 1968 la capital de la provincia de Hebei, Báoding se trasladó a Shijiazhuang. El de 30 de junio de 1993, la administración civil y el gobierno municipal de Shijiazhuang se fusionaron para formar la actual administración.
Hoy en día es uno de los principales centros industriales, culturales y económicos de China.
El 14 de junio de 2017 se inauguró el metro de Shijiazhuang. Este sistema de metro cuenta con tres líneas y 51 estaciones (2020).

## Geografía
Ubicada en los márgenes de la llanura del Norte de China al pie de los montes Taihang.

## Clima
El mes más frío en la ciudad es enero con una temperatura media de  −2C y julio el más caliente con 26C, con una media anual de 13C. Más de la mitad de la lluvia cae de julio a agosto.
| Parámetros climáticos promedio de Shijiazhuang (1971−2000) | Parámetros climáticos promedio de Shijiazhuang (1971−2000) | Parámetros climáticos promedio de Shijiazhuang (1971−2000) | Parámetros climáticos promedio de Shijiazhuang (1971−2000) | Parámetros climáticos promedio de Shijiazhuang (1971−2000) | Parámetros climáticos promedio de Shijiazhuang (1971−2000) | Parámetros climáticos promedio de Shijiazhuang (1971−2000) | Parámetros climáticos promedio de Shijiazhuang (1971−2000) | Parámetros climáticos promedio de Shijiazhuang (1971−2000) | Parámetros climáticos promedio de Shijiazhuang (1971−2000) | Parámetros climáticos promedio de Shijiazhuang (1971−2000) | Parámetros climáticos promedio de Shijiazhuang (1971−2000) | Parámetros climáticos promedio de Shijiazhuang (1971−2000) | Parámetros climáticos promedio de Shijiazhuang (1971−2000) |
| Mes                                                        | Ene.                                                       | Feb.                                                       | Mar.                                                       | Abr.                                                       | May.                                                       | Jun.                                                       | Jul.                                                       | Ago.                                                       | Sep.                                                       | Oct.                                                       | Nov.                                                       | Dic.                                                       | Anual                                                      |
| ---------------------------------------------------------- | ---------------------------------------------------------- | ---------------------------------------------------------- | ---------------------------------------------------------- | ---------------------------------------------------------- | ---------------------------------------------------------- | ---------------------------------------------------------- | ---------------------------------------------------------- | ---------------------------------------------------------- | ---------------------------------------------------------- | ---------------------------------------------------------- | ---------------------------------------------------------- | ---------------------------------------------------------- | ---------------------------------------------------------- |
| Temp. máx. media (°C)                                      | 3.6                                                        | 6.7                                                        | 13.3                                                       | 21.5                                                       | 27.2                                                       | 32.0                                                       | 31.8                                                       | 30.2                                                       | 26.8                                                       | 20.6                                                       | 11.9                                                       | 5.4                                                        | 19.3                                                       |
| Temp. mín. media (°C)                                      | −6.6                                                       | −3.7                                                       | 2.2                                                        | 9.4                                                        | 14.7                                                       | 19.8                                                       | 22.4                                                       | 21.4                                                       | 15.9                                                       | 9.1                                                        | 1.5                                                        | −4.2                                                       | 8.5                                                        |
| Precipitación total (mm)                                   | 3.9                                                        | 7.4                                                        | 11.3                                                       | 17.8                                                       | 36.9                                                       | 56.7                                                       | 141.1                                                      | 148.3                                                      | 48.1                                                       | 27.3                                                       | 13.2                                                       | 5.1                                                        | 517.1                                                      |
| Días de precipitaciones (≥ 0.1 mm)                         | 2.2                                                        | 2.8                                                        | 3.6                                                        | 4.1                                                        | 6.2                                                        | 8.4                                                        | 13.1                                                       | 12.3                                                       | 7.3                                                        | 5.5                                                        | 3.8                                                        | 2.0                                                        | 71.3                                                       |
| Horas de sol                                               | 174.0                                                      | 176.8                                                      | 205.9                                                      | 236.0                                                      | 265.8                                                      | 247.6                                                      | 201.0                                                      | 198.3                                                      | 206.7                                                      | 193.5                                                      | 164.1                                                      | 157.3                                                      | 2427.0                                                     |
| Humedad relativa (%)                                       | 55                                                         | 53                                                         | 52                                                         | 52                                                         | 57                                                         | 59                                                         | 75                                                         | 78                                                         | 71                                                         | 67                                                         | 65                                                         | 60                                                         | 62.0                                                       |
| Fuente: China Meteorological Administration                |                                                            |                                                            |                                                            |                                                            |                                                            |                                                            |                                                            |                                                            |                                                            |                                                            |                                                            |                                                            |                                                            |

## Lugares de interés
- Monasterio de Longxing, situado 15 kilómetros al norte.
- Las montañas Cangyan
- El puente Zhaozhou

## Ciudades Hermanas
- Santiago de Querétaro, México[11]